# K-331 Narval
K-331 Narval je podmornica razreda Ščuka-B Ruske vojne mornarice. Njen gredelj je bil položen 28. decembra 1989, splavljena je bila 23. junija 1990, v uporabo pa je bila predana 23. decembra 1990 in postala je del 45. divizije podmornic Tihooceanske flote v Viljučinsku. 13. aprila 1993 je bila poimenovana Narval.
Prvo bojno patruljiranje je opravila med 8. septembrom in 22. novembrom 1992 v Ohotskem morju. Drugo, ob obali ZDA, pa je opravila med 21. junijem in 21. avgustom 1993. Tretje in četrto je opravila v letih 1996 in 1997. 
1. maja 1998 je bila 45. divizija podmornic razpuščena in podmornica je postala del 10. divizije podmornic.
Od leta 2015 je na remontu v ladjedelnici Zvezda.